# (2332) Kalm
(2332) Kalm ist ein Asteroid des Hauptgürtels, der am 4. April 1940 von der finnischen Astronomin Liisi Oterma in Turku entdeckt wurde.
Der Asteroid erinnert an den finnischen Entdecker, Botaniker und Agrarökonomen Pehr Kalm.